# 兰讷斯机场
兰讷斯机场（丹麥語：Randers Flyveplads，ICAO：EKRD），位于丹麦兰讷斯以北，距市区4.6千米，是日德兰半岛东部第二大机场。该机场于1967年投入使用，目前主要为私人飞机和飞行学校服务，也有商业航班。